# Sistema de captación de agua de lluvias

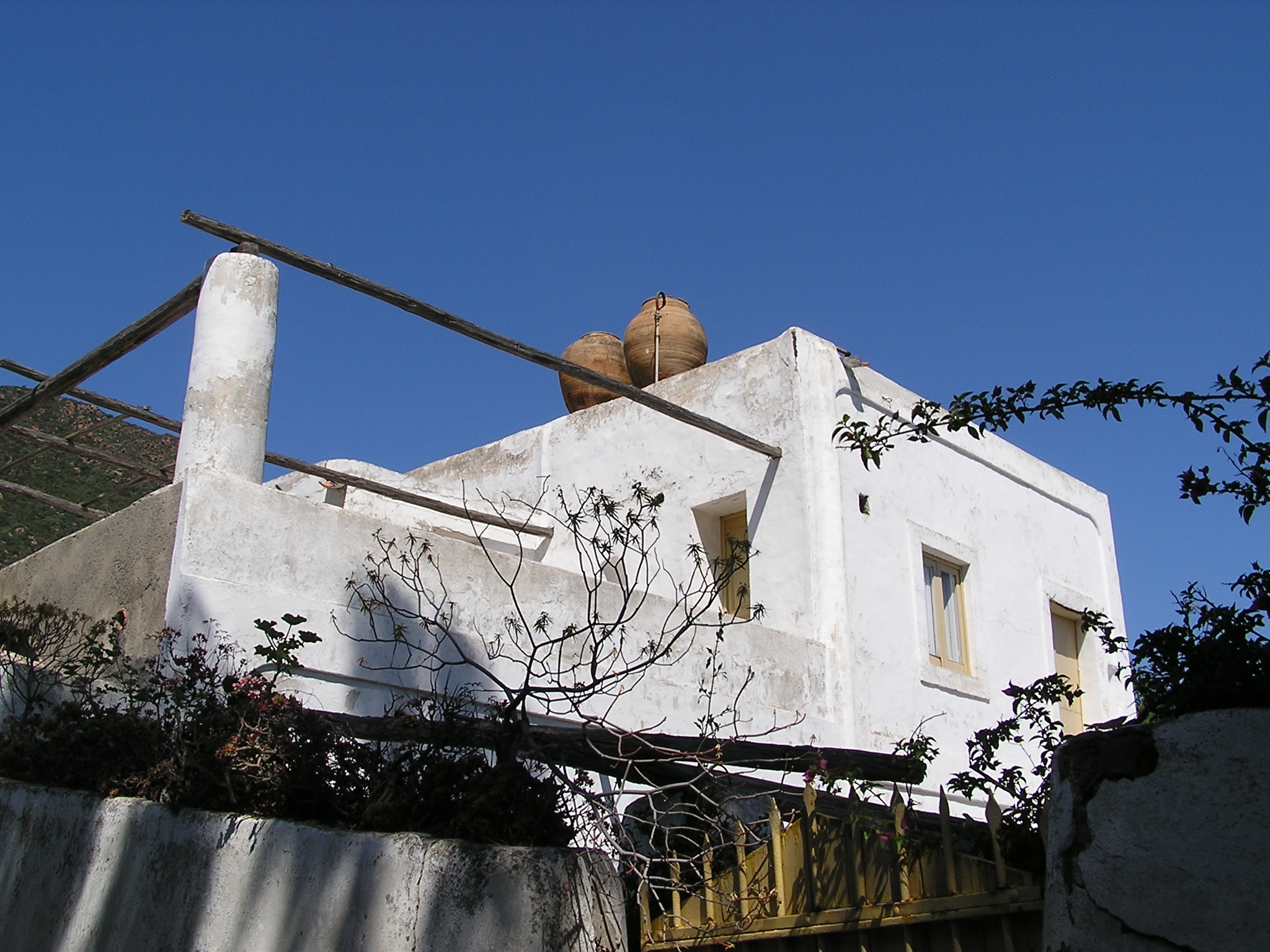
Casa eoliana. En el techo, dos tinajas de recogida de agua de lluvia.

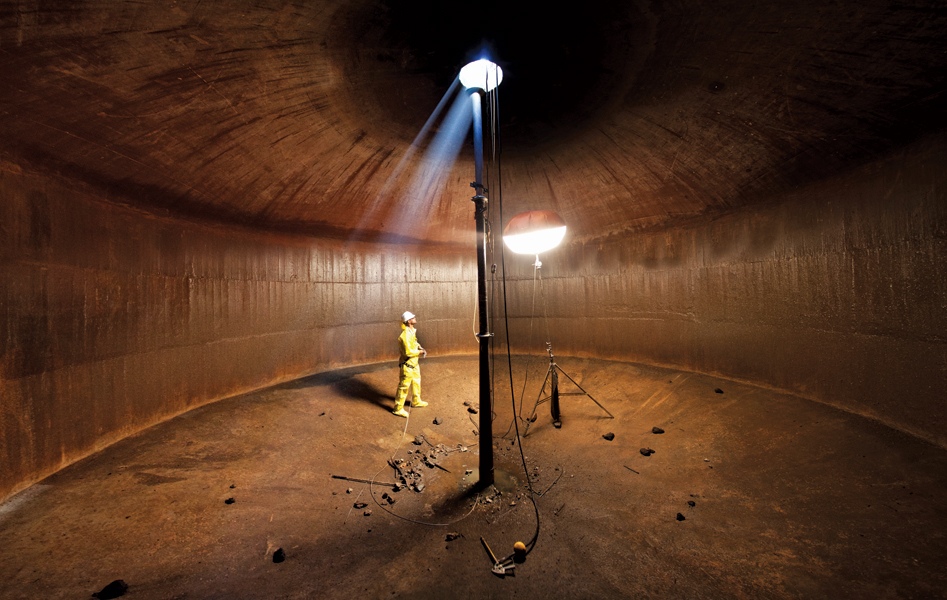
Macrocisterna en el Mission District, San Francisco, California.

Un sistema de captación de agua de lluvia es cualquier tipo de ingenio para la recolección y el almacenamiento de agua de lluvia, y cuya viabilidad técnica y económica depende de la pluviosidad de la zona de captación y del uso que se le dé al agua recogida.
En lugares donde las aguas  subterráneas disponibles están fuera de los límites establecidos para considerarlas potables (en especial si contienen metales pesados como el plomo, mercurio, cromo u otras sustancias dañinas para la salud), se puede recurrir a la captación de agua de lluvia para consumo restringido, es decir para beber y para cocinar alimentos. Generalmente, se considera que las necesidades para estos fines se limita a 4 a 6 litros por habitante y por día, mientras que el consumo total de agua es muy superior, llegando incluso a superar los cien litros por habitante y por día.

## Cálculo

### Área de captación
{\displaystyle P_{disp}={\frac {V_{req}}{AC}}}
Donde: 

{\displaystyle P_{disp}}: Pluviometría promedio anual medida en la zona donde se pretende implementar la captación de agua de lluvia.
{\displaystyle V_{req}}: Volumen requerido.
{\displaystyle AC}: Área de captación necesaria.
En otras palabras, el área de captación necesaria será:
{\displaystyle AC={\frac {V_{req}}{P_{disp}}}}

## Tipología a lo largo de la historia

### Cisternas en el Imperio Romano
En la antigüedad, en los territorios del Imperio Romano, donde el clima era semiárido, como en la península ibérica y la península itálica; se construyeron grandes depósitos subterráneos donde el agua de lluvia se iba almacenando para su posterior consumo, bien humano o agrícola. Muchas de estas grandes obras hidráulicas continúan apareciendo y mostrando las técnicas de la ingeniería romana, que había sustituido la piedra arenisca utilizada por los griegos por roca caliza.

### En Gibraltar

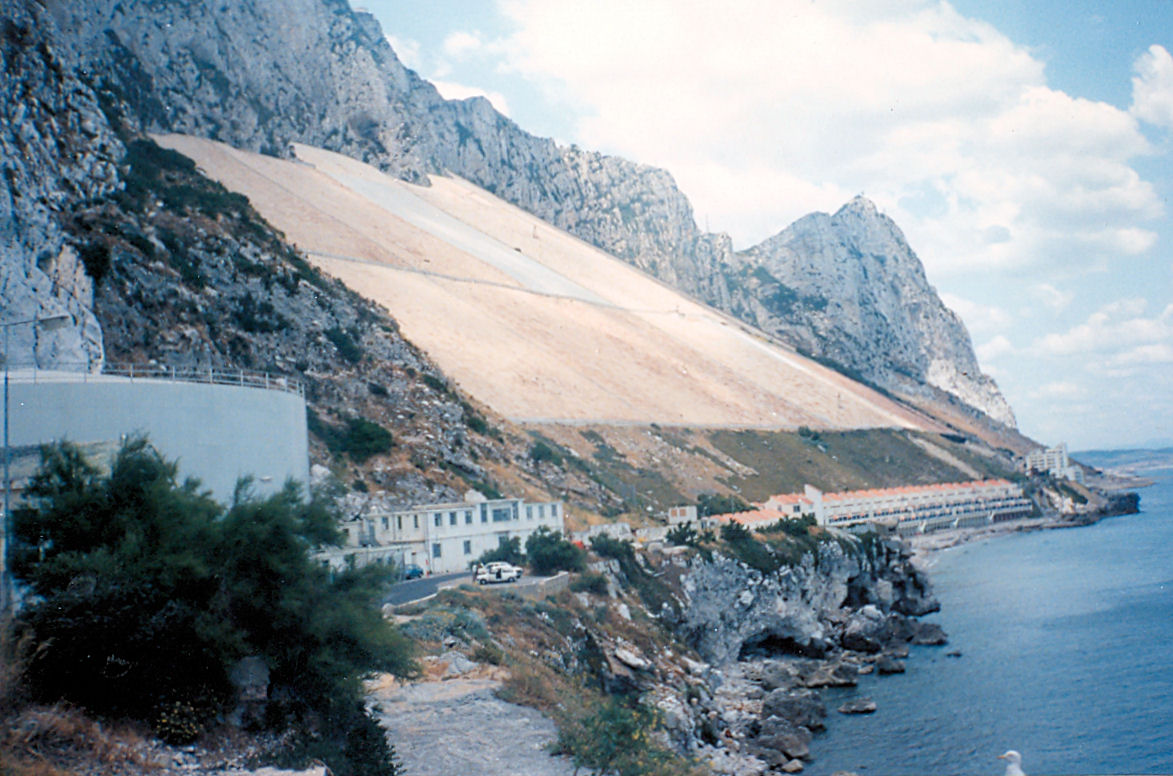
Sistema de captación de agua de lluvia en Gibraltar.

Las planchas que cubren un tramo de la pendiente oriental del Peñón, lugar especialmente castigado por las lluvias, constituyeron el sistema para conseguir agua potable, ya que Gibraltar carece de ríos o manantiales propios; el agua de lluvia era canalizada desde allí hacia unos enormes depósitos enterrados. Este sistema, aunque efectivo, llegó a resultar insuficiente, por lo que actualmente la mayor parte del agua para consumo humano se obtiene por medio de la desalinización de agua de mar.

### Capri
En esta pequeña isla próxima de la costa de Napoles, en Italia, durante mucho tiempo el abastecimiento de agua dulce, para todos los usos, tenía su principal fuente en el agua de lluvia. El agua de lluvia es recogida en los techos de las habitaciones y almacenada en cisternas en cada propiedad.
Posteriormente el incremento de la demanda se suplió con un acueducto submarino, bombeando agua desde Nápoles, o alimentando tanques mediante buques cisterna. Recientemente, hace algunas décadas, se implementó una planta desalinizadora.

### En Ciudad de México

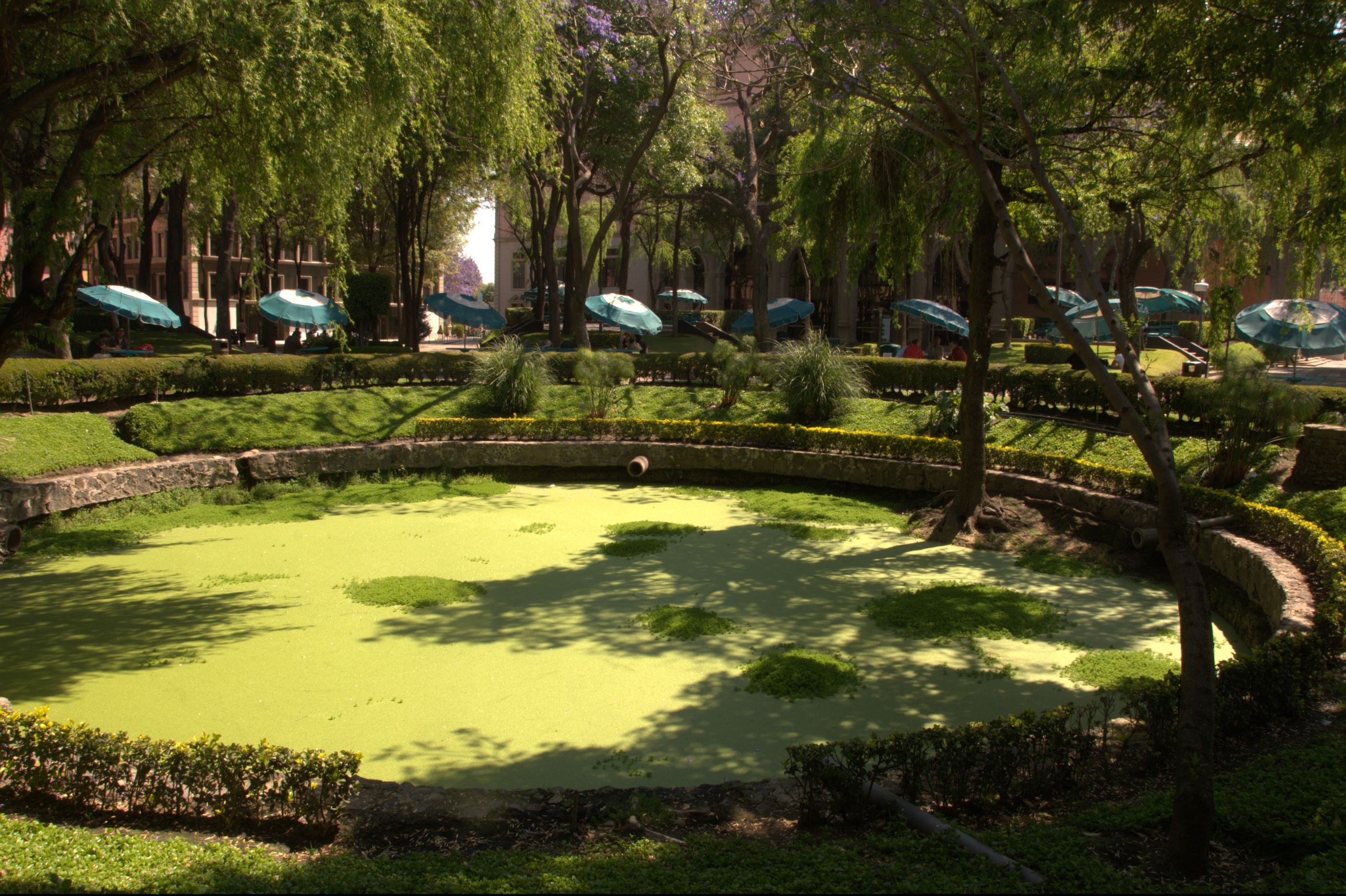
Pozo artificial para captar agua de lluvia y almacenarla, del Instituto Tecnológico y de Estudios Superiores de Monterrey, Campus Ciudad de México.

El que se recolecte el agua de lluvia puede ayudar a los hogares a ser autosuficientes en zonas en las que no hay conexión a las redes municipales, o inclusive para contribuir al ahorro del vital líquido y disminuir la demanda sobre el suministro público. Además, protege el flujo de los ríos o las aguas subterráneas, disminuyendo la necesidad de extraerla de fuentes naturales.
En el siglo XXI, en Ciudad de México, donde la infraestructura para llevar el agua potable a toda la población no es suficiente —debido al difícil acceso a los asentamientos poblacionales— aunado a la escasez a causa de que es donde se concentra la mayor parte de población en el país, la cultura de la captación de agua de lluvia ha empezado a ser una solución real para sus habitantes. Gracias a este método, cuentan con agua durante la temporada pluvial, que es de casi seis meses al año.

## Ventajas y desventajas.
Ventajas:
- Ayuda a que lugares que no cuentan con sistema de suministro de agua puedan tener este recurso.
- Reduce la demanda del agua en los hogares
- Disminuye el uso del agua potable en actividades cotidianas donde la potabilización no es esencial, por ejemplo, para:
  - La descarga en inodoros;
  - Lavado de los patios, veredas y vehículos;
  - Riego de jardines;
- Aunque no es potable, puede ser potabilizada con métodos sencillos de filtrado y desinfección;
- Disminuye el impacto ambiental derivado de la ocupación del terreno con áreas impermeabilizadas;
- Reduce la explotación de los mantos freáticos y de las fuentes superficiales: manantiales y pequeños cursos de agua;

Desventajas:
- Esta agua no es potable, tiene que ser tratada mediante filtración y desinfección;